# The Song of Bernadette
 The Song of Bernadette és una pel·lícula dirigida per Henry King, estrenada el 1943. Es basa en la història de Bernadeta Soubirous, que, entre febrer i juliol de 1858 a Lorda, hauria tingut 18 visions de la Mare de Déu.
És una adaptació de George Seaton d'un relat novel·lat de la història de Bernadeta, de Franz Werfel. Publicada el 1942, la novel·la havia estat un gran èxit, romanent més d'un any a la llista de best-sellers del The New York Times, ocupant el primer lloc durant 13 setmanes. La pel·lícula explica la història de Bernadeta Soubirous des de la seva infància en Lorda, on el 1858 va ser testimoni de les aparicions de la Verge, fins que va morir el 1879 a Nevers, on estava amb la Congregació de les Germanes de la Caritat.

## Argument

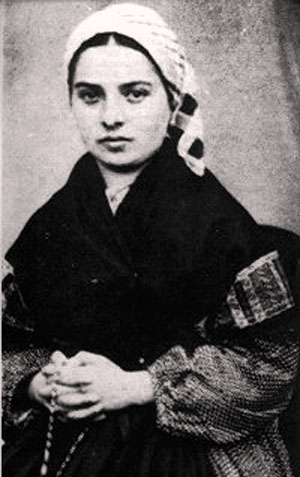
Bernadeta Soubirous

Amb la seva germana Maria i Jeanne, una companya de classe, Bernadeta recull llenya seca per a la calefacció als afores de Lorda, i es va quedar enrere, les seves companyes li van aconsellar que no aventurar-se en el fred riu prop de la Gruta de Massavielha per por de caure malalta. Quan està a punt de creuar de tota manera, Bernadette es distreu per un buf estrany i un canvi en la brillantor. Examinant la cova, es troba amb una bella dama dempeus en la llum brillant i sostenint un collaret de perles. Ho explica a la seva germana i la seva amiga, amb la promesa de no dir res, però, per descomptat, ho fan i la història aviat s'estén per tota la ciutat. Molts, incloent a Bernarde, la tia de Bernadeta, la creuen i la defensen davant els seus parents incrèduls, però Bernadeta ha d'enfrontar-se sola a les autoritats civils i religioses. Qüestionada en diverses ocasions, s'agafa fermament a la seva estranya història i continua tornant a la cova com la dama li va demanar. S'enfronta al ridícul en el moment que la dama li va diu que begui i es renti en una font que no existeix, però cava un forat a terra i fa servir la sorra mullada i fang. Llavors, l'aigua comença a fluir i manifesta propietats miraculoses: es produeixen les curacions. La dama acaba per identificar-se com «la "Immaculada Concepció" ». Les autoritats civils proven de declarar boja a Bernadeta, mentre que l'Església investiga per veure si la nena és un frau, una boja, o si és sincera. Arriben a la conclusió que el que veia era real.
Bernadeta hauria preferit dur una vida normal, treballar, i, si és possible, casar-se, però pel fet de veure la Mare de Déu, es veu obligada a fer-se monja. Està subjecta a una formació espiritual rigorosa. S'hi afegieix l'abús emocional d'una mestra de novícies freda i sinistra (una Gladys Cooper realment calavèrica) – la seva antiga mestra, gelosa de l'atenció que es va donar a Bernadeta com a resultat de les seves visions. Se li va diagnosticar una tuberculosi òssia, que li provoca un dolor intens, tot i que no es queixa ni en parla. La mestra de novícies, per la qual el dolor i el sofriment són l'únic camí al cel, acaba per adonar-se de la santedat de Bernadeta, demana perdó a la capella, i s'acaba convertint en una aliada de Bernadeta. En adonar-se que està a punt de morir, Bernadeta envia a buscar el bisbe Peyramale, l'antic rector de Lorda, que primer havia dubtat d'ella, però que més tard es va convertir en el seu aliat més fidel; li confia el sentiment de la seva indignitat i la seva preocupació de no tornar a veure mai la dama. Però apareix a la sala, somrient i estenent els braços. Només Bernadeta ho pot veure, i amb un crit de "T'estimo", busca atrapar l'aparició i cau morta.

## Anàlisi
La trama segueix la novel·la de Franz Werfel, que no és un documental, sinó una hagiografia molt idealitzada que barreja fets històrics i la ficció. L'amic de Bernadeta, en la vida real, Antoine Nicolau, és descrit com profundament enamorat d'ella, fins al punt de comprometre’s a guardar el celibat, quan Bernadette va entrar al convent. No hi ha cap prova d'una relació com aquesta entre ells. Les autoritats governamentals, en particular el procurador imperial Vital Dutour (interpretat per Vincent Price) són representats com molt més anti-religiosos del que eren en realitat, i de fet Dutour mateix era un catòlic devot, que pensava simplement que Bernadeta tenia al·lucinacions.
Altres personatges estan més a prop de l'exactitud històrica, especialment Anne Revere i Roman Bohner que interpreten els pares de Bernardeta, carregats de treball, Charles Bickford com el pare Peyramale pare, i Blanche Yurka com la tia Bernarde de fort caràcter.
La mort de Bernadeta, en particular, es va adaptar per al cinema. Peyramale no estaria al seu costat, ja que havia mort dos anys abans. No podem dir si ella va tenir una visió abans de morir. Hores abans de la seva mort, testimonis la van veure mirar amb una gran concentració com ella ho feia quan tenia una visió, però no va dir res. Les seves últimes paraules van ser Salve Maria.

## Repartiment[3]
- Jennifer Jones: Bernadeta Soubirous
- William Eythe: Antoine Nicolau
- Charles Bickford: Peyramale
- Vincent Price: Vital Dufour
- Lee J. Cobb: Doctor Dozous
- Gladys Cooper: Germana Marie-Thérèse Vauzous
- Anne Revere: Louise Soubirous
- Roman Bohnen: François Soubirous
- Marcel Dalio: Callet
- Linda Darnell: La Verge Maria
- Charles Dingle: El Comissari Jacomet
- Pedro de Cordoba: Doctor LeCramps
- Patricia Morison: Eugènia de Montijo
- Mary Anderson: Jeanne Abadie
- Hooper Atchley:Policia

I, entre els actors que no surten als crèdits:
- Arthur Hohl, Fritz Leiber: Monges
- Nestor Paiva
- Charles Waldron: El bisbe de Tarbes

## Al voltant de la pel·lícula
Jennifer Jones abans havia rodat pel·lícules, sota el seu nom real de Phyllis Isley, però Zanuck la va presentar en el repartiment com Jennifer Jones per fer creure al públic que es tractava d'una desconeguda.
En l'equip de producció molts opinaven que la "Senyora" no hauria d'haver estat vista pels espectadors, però que l'adoració de Bernadeta d'alguna cosa que ella mateixa veia perfectament hauria suposat "fer l'invisible visible als altres ", com el llibre de Werfel diu que la veritable Bernadeta va fer.
La tria de Linda Darnell (llavors al començament de l'embaràs), a qui precedia una reputació de model eròtica va enutjar Werfel, que va amenaçar de retirar el seu nom als crèdits. Selznick, que estava decidit a donar el paper a l'actriu va assegurar que Werfel havia triat una desconeguda pel paper de la Verge. Va embolicat Darnell en robes i vels més amples del que la història de Bernadeta deia i la va filmar amb molta llum. Darnell, però, és recognoscible en l'escena final en què entra a la sala de Bernadeta. També recita les poques paraules pronunciades per la "Senyora".
Pot ser difícil pels espectadors moderns entendre l'escàndol que va provocar l'elecció de Darnell. L'erotisme en qüestió no tenia l'origen en el cinema, sinó en una sèrie de fotografies, on Darnell sortia en topless. Pel que sembla, Werfel les havia vist i per això va insistir que ella no figurés al repartiment.
En aquella època les fotos o pel·lícules lleugerament eròtiques (que els anglesos anomenaven risky) van ser classificats com «blaus», i aquesta expressió es fa servir per descriure les fotografies a la biografia de Selznick Showman (Abacus, 1993). Darnell sovint ha interpretat personatges sexys o sensuals, sobretot la noia del saló Chihuahua en el western de John Ford, My Darling Clementine, però ella no és coneguda per haver rodat pel·lícules «blaves».

## Premis i nominacions[5]

### Premis
- 1944. Oscar a la millor actriu per Jennifer Jones
- 1944. Oscar a la millor direcció artística per James Basevi, William Darling i Thomas Little
- 1944. Oscar a la millor fotografia per Arthur C. Miller
- 1944. Oscar a la millor música per Alfred Newman
- 1944. Globus d'Or a la millor pel·lícula dramàtica
- 1944. Globus d'Or al millor director per Henry King
- 1944. Globus d'Or a la millor actriu dramàtica per Jennifer Jones

### Nominacions
- 1944. Oscar a la millor pel·lícula
- 1944. Oscar al millor director per Henry King
- 1944. Oscar al millor actor secundari per Charles Bickford
- 1944. Oscar a la millor actriu secundària per Gladys Cooper
- 1944. Oscar a la millor actriu secundària per Anne Revere
- 1944. Oscar al millor guió original per George Seaton
- 1944. Oscar al millor muntatge per Barbara McLean
- 1944. Oscar al millor so per Edmund H. Hansen